# مارول وین (فوتبال)
مارول وین (انگلیسی: Marvell Wynne؛ زادهٔ ۸ مهٔ ۱۹۸۶) یک بازیکن فوتبال اهل ایالات متحده آمریکا است.
وی همچنین در تیم ملی فوتبال ایالات متحده آمریکا بازی کرده است.